# Moord op Theo van Gogh
De 47-jarige Nederlandse cineast en columnist Theo van Gogh werd op de ochtend van 2 november 2004 in de Amsterdamse Linnaeusstraat door de 26-jarige Mohammed Bouyeri op straat vermoord. Het betrof een aanslag op zijn leven. Van Gogh werd door zeven 9mm pistoolkogels geraakt en viel op de grond. Nadien werd met een kapmes zijn keel doorgesneden. Bouyeri werd op de dag van de moord na een kort vuurgevecht door de politie aangehouden. Hij werd veroordeeld tot een levenslange gevangenisstraf. De moord werd door de rechtbank beschouwd als een terroristische daad.  

## De moord
Op dinsdag 2 november 2004 fietste Van Gogh om half negen 's ochtends door de Linnaeusstraat te Amsterdam, op weg naar zijn werk. Toen hij voorbij het stadsdeelkantoor Oost/Watergraafsmeer reed, werd hij door Mohammed Bouyeri vanaf zijn fiets met een HS2000-pistool onder vuur genomen. Van Gogh werd door enkele kogels getroffen. Ook twee omstanders werden geraakt. Van Gogh vluchtte naar de overkant van de weg. Ook onderweg schoot Bouyeri op Van Gogh. Die rende een of twee keer om een auto heen en zakte op het fietspad in elkaar. Hij riep nog om genade, om het niet te doen, om niet te schieten, en maakte afwerende bewegingen in de richting van de dader. Bouyeri schoot hierop van korte afstand, ongeveer een halve tot een hele meter, vijf kogels af op de liggende Van Gogh. Van Gogh werd door zeven kogels getroffen, een achtste raakte de hak van een schoen. Daarna sneed Bouyeri met een groot kapmes, een zogenaamde kukri-machete, de keel van Van Gogh door. Vervolgens stak de toen 26-jarige dader het mes tot aan de ruggengraat in Van Goghs borst. Van Gogh overleed ter plekke. Met een kleiner fileermes stak Bouyeri een brief met een doodsbedreiging gericht aan Ayaan Hirsi Ali op het lichaam van Van Gogh.

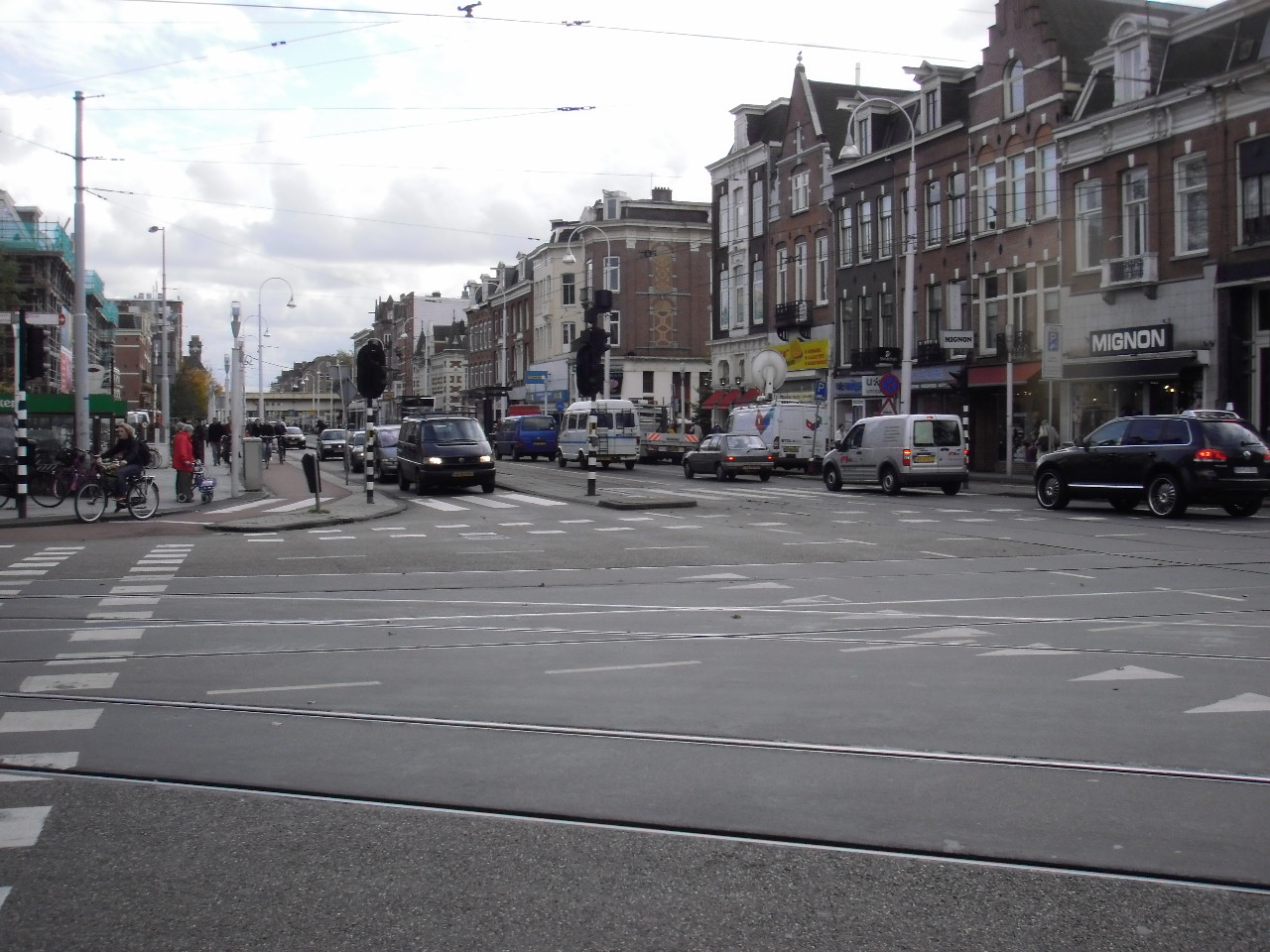
De Linnaeusstraat in 2009. Van Gogh werd net voorbij de eerste zijstraat rechts vermoord.

Bouyeri gaf met enkele uitspraken direct inzicht in zijn motieven. Volgens twee getuigenverklaringen zou kort na zijn daad een omstander hebben gezegd: Dit kan toch niet, dit kan je toch niet maken, waarop Bouyeri antwoordde: Dat kan ik wel en dan weten jullie ook wat je te wachten staat.

## Arrestaties
Na zijn daad liep Bouyeri rustig het nabijgelegen Oosterpark in. Hij verliet het Oosterpark weer aan de Mauritskade en schoot op politiemensen en -voertuigen, waarbij een agent geraakt werd. De politie schoot terug, trof hem in een been en arresteerde hem. Op zijn lichaam werd een afscheidsbrief gevonden voor het geval hij kwam te overlijden. In de uren na de moord arresteerde de Amsterdamse politie nog acht mensen in verband met de moord. Bouyeri en de andere arrestanten werden er onder andere van verdacht deel uit te maken van de terroristische cel de "Hofstadgroep".
Bouyeri verklaarde later dat hij het liefst door de politie zou zijn doodgeschoten. Hij werd op 26 juli 2005 door de Rechtbank in Amsterdam schuldig bevonden aan de moord met een terroristisch oogmerk en veroordeeld tot levenslange gevangenisstraf.

## Luidruchtige tocht en reacties
Op de avond van de dag van de moord werd ter nagedachtenis aan Van Gogh op de Dam in Amsterdam een luidruchtige wake gehouden, waaraan ongeveer 20.000 mensen deelnamen. Op 4 november 2004 publiceerden Theodor Holman, Yoeri Albrecht, Hans Teeuwen en andere vrienden van Van Gogh een ironische reactie op de brief die op Van Goghs lichaam was achtergelaten ("Beste Mohammed en vrienden, Wat vervelend dat het zo gelopen is...").

## Crematie
Van Gogh werd op 9 november 2004 gecremeerd op de begraafplaats De Nieuwe Ooster. De plechtigheid vooraf was besloten, maar werd rechtstreeks op de Nederlandse televisie uitgezonden.
Minister-president Balkenende stuurde de ouders van Van Gogh een brief. Later spraken zij hun teleurstelling uit over het feit dat Balkenende hen niet had bezocht.

## Weerslag op de Nederlandse samenleving
In binnen- en buitenland leidde de moord op Van Gogh tot verontwaardiging en omvangrijke media-aandacht.
Zowel koningin Beatrix als premier Balkenende gingen naar aanleiding van de moord onder meer bij Marokkaanse jongeren op bezoek. 
Op 6 november 2004 was er in Uden poging tot brandstichting in een moskee. Drie dagen later lukte het dezelfde daders wel om islamitische basisschool Bedir in die plaats geheel te laten uitbranden. De brand werd aangestoken door jongeren uit de buurt. Op muren en ramen van het gebouw hadden zij leuzen aangebracht als "Theo R.I.P." en "kut-moslims". De volgende avond liepen naar schatting zesduizend mensen mee in een stille tocht ter afkeuring van de brandstichting. Eerder die dag had Balkenende Uden bezocht en met ouders en leerlingen van de school gesproken.
Op 11 november 2004 verijdelde de politie in Venray een aanslag op een moskee. Eerder die nacht werd het gemeentehuis al beklad met racistische leuzen.
Op 13 november 2004 ging een houten moskee in het Limburgse Helden in vlammen op. De brand werd waarschijnlijk aangestoken door jongeren uit de buurt.
In maart 2005 werd ook in de nieuwe vestiging van basisschool Bedir in Uden brand gesticht, ook nu was de moord op Van Gogh het motief.
De moord op Van Gogh, twee en een half jaar na de moord op Pim Fortuyn, werd door veel mensen als een ernstige bedreiging van de vrijheid van meningsuiting in Nederland ervaren. In oktober 2005 vond 52% van de ondervraagden in een opinieonderzoek dat de moord op Van Gogh het vrije debat in Nederland had gestopt.
Een onderzoeker van het Instituut Clingendael herleidde deze ontwikkeling nog verder tot een omslag na de aanslag op het WTC in New York in 2001.

## Politiek debat en consequenties
De ministers Donner en Remkes raakten in discussie over de verantwoordelijkheid. Remkes verweet zijn collega gebrek aan voortvarendheid. Op donderdag 11 november 2004, negen dagen na de moord, debatteerde de Tweede Kamer in een spoeddebat over de moord op Van Gogh. Naar aanleiding van de moord werd de wetgeving rond terrorisme verder aangescherpt.
Op 6 november 2004 had Donner op een CDA-congres al gepleit voor het weer vaker toepassen van artikel 147 van het Wetboek van Strafrecht op de smalende godslastering, een wetsartikel dat in 1932 werd ingevoerd door zijn grootvader, de toenmalige minister van justitie. Omdat een groot deel van de samenleving vond dat met de moord de vrijheid van meningsuiting in het geding was, pleitte Lousewies van der Laan (D66) juist voor afschaffing van artikel 147, omdat er al genoeg beperkingen zijn aan de vrijheid van meningsuiting, zoals het verbod op discriminatie. Een motie die zij hiertoe indiende werd evenwel verworpen door de christelijke partijen, de PvdA en door Frans Weisglas (VVD).

### Onderzoek nasleep
Op 9 oktober 2014 maakte minister Plasterk bekend een aanvullend onderzoek te laten uitvoeren naar de rol van de AIVD bij de nasleep van de moord. Daarmee zou ook duidelijkheid moeten komen op de vraag of er mogelijke medeplichtigen van Bouyeri in beeld zijn geweest.

## Motieven
Bouyeri handelde naar eigen zeggen uit geloofsovertuiging. Hij hangt een zeer extreme, maar ook uitzonderlijke interpretatie van de Koran aan. In de zomer van 2004 vertaalde hij de tekst "Verplichting tot het doden van degene die de profeet [...] uitscheldt [sic]" uit het boek As Sarim alMasloel 3la Satmie Arrasoel van de islamitische geleerde Ahmad ibn Tajmijja (1263-1328). Bouyeri vindt dat in Nederland de strijd tegen de islam via de media gevoerd wordt. In zijn ogen was Van Gogh een zogenaamde "Vijand van de Islam" die moest sterven. Hij zag zichzelf als een instrument van God en zocht bewust het vuurgevecht met de politieagenten om als martelaar te kunnen sterven. In zijn opvatting is een democratie in strijd met de wetten van God. Hij was er daarom ook bewust op uit om als terrorist de Nederlandse bevolking vrees aan te jagen en het politieke bestel te ontwrichten.
Op de laatste dag van het proces verklaarde Bouyeri:
Ik kan hem [Van Gogh] niet verdenken van enige hypocrisie, want hij was niet hypocriet. Dat was hij niet en ik weet dat hij uit overtuiging dingen zei... Dus het hele verhaal van dat ik mij beledigd zou voelen als Marokkaan of omdat hij mij geitenneuker zou hebben genoemd, dat is allemaal niet waar. Ik heb gehandeld uit geloof. En ik heb zelfs aangegeven dat als het mijn vader was geweest of broertje, dan had ik precies hetzelfde gedaan.
Soumaya S. verklaarde tijdens haar proces op 30 oktober 2006 dat Bouyeri enkele weken voor de moord waarschijnlijk aanwezig was bij een omstreden preek van Fawaz Jneid, waarin deze onder meer luidkeels tot God bad om Hirsi Ali en Van Gogh gruwelijke ziekten te bezorgen.
De uitheemse, exotische vorm van het mes dat Bouyeri in het lichaam van Van Gogh had geplant, deed bij enkele leden van het bij de arrestatie van Bouyeri betrokken politieteam het vermoeden rijzen dat dit mogelijk een rituele moord was geweest. Twee rechercheurs zochten daarop contact met het nabijgelegen Tropenmuseum waar conservator David van Duuren, specialist op het gebied van Aziatische wapens, het mes kon identificeren als een kukri, het karakteristieke wapen van de Nepalese Gurkha's, die meestal hindoes zijn. Het was echter geen authentieke kukri maar een slecht gemaakte replica met een greep van kunststof en een zichtbaar handmatig bijgevijlde kling.

## Rechtszaak
Op 11 juli 2005 hoorde Bouyeri een levenslange gevangenisstraf tegen zich eisen. Daarnaast eiste het Openbaar Ministerie dat zowel het actief als het passief stemrecht van Bouyeri zou worden ingetrokken.
De uitspraak van 26 juli 2005 was levenslang, maar Bouyeri behield zijn stemrecht. De rechter nam in aanmerking dat er geen kans werd gezien voor resocialisatie en dat maximale bescherming van de Nederlandse samenleving het grootste belang was. Noch het Openbaar Ministerie noch Bouyeri's advocaat Plasman ging in hoger beroep.

## Herdenkingen

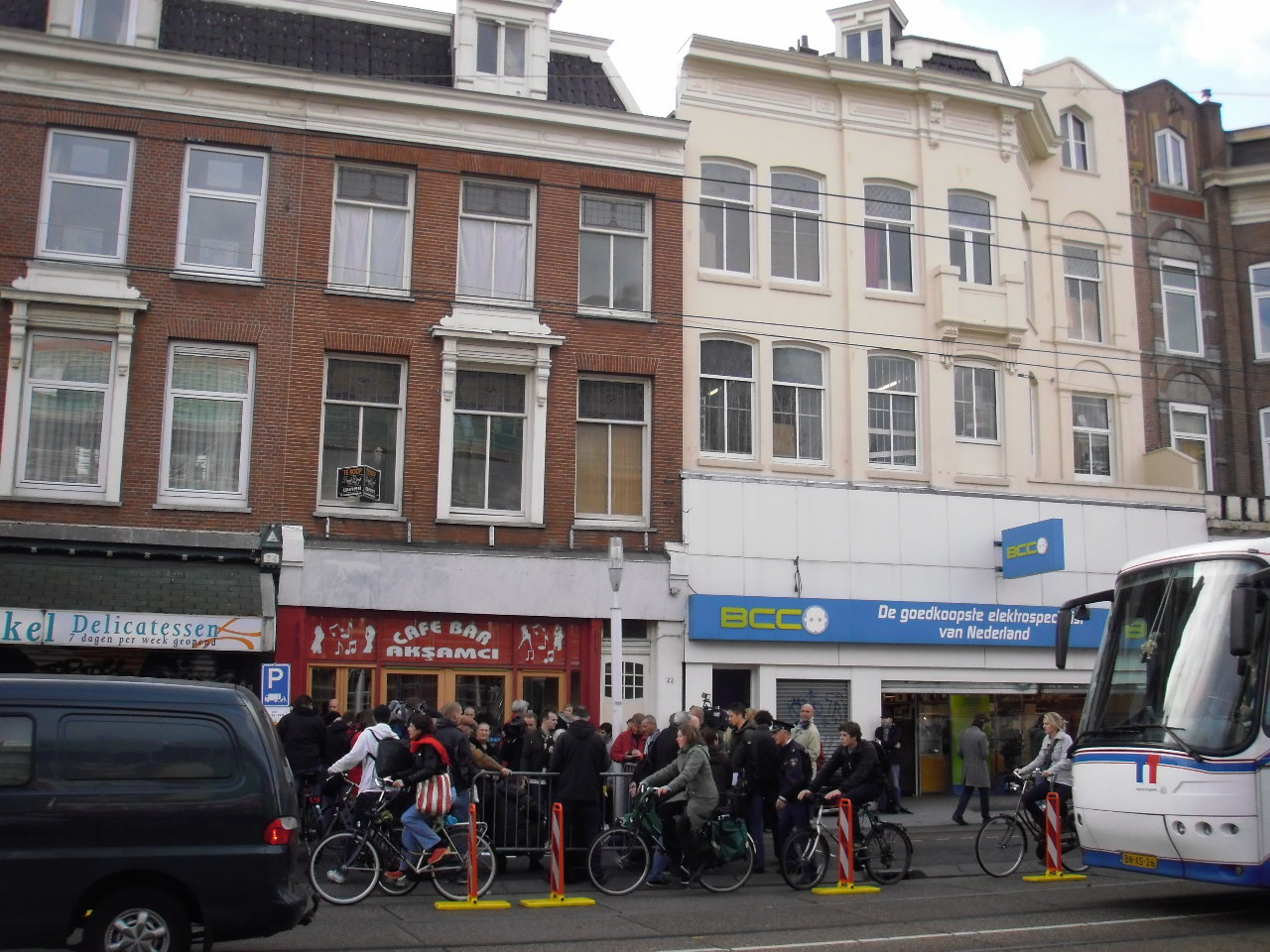
De herdenking van 2009, op de plaats waar Van Gogh vijf jaar eerder werd vermoord.

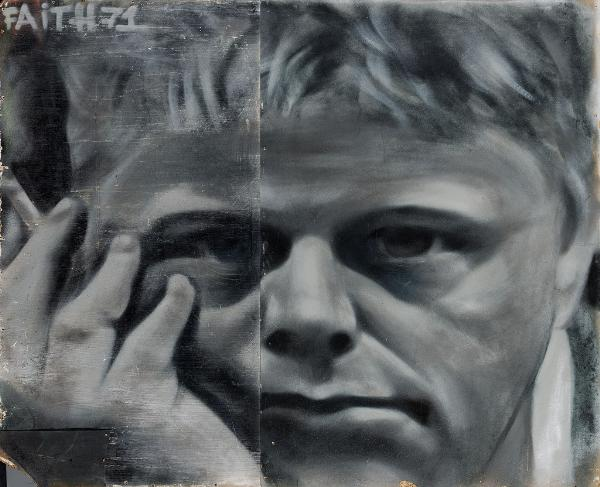
Muurschildering op het raam van kunstenaarscentrum W139 in de Warmoesstraat door graffitikunstenaar Donovan Spaanstra (Faith 71)

Op 2 november 2005, een jaar na de moord, vonden er in Amsterdam verschillende herdenkingen plaats, met onder andere toespraken van Cohen en Balkenende op de plaats van de moord.
In de Nederlandse kunst- en muziekwereld liet de moord zijn sporen na. Het hiphop-duo Lange Frans & Baas B bracht al direct na de moord een aangepaste versie uit van het nummer Zinloos, voor de gelegenheid uitgebreid met een extra couplet over Van Gogh.
In 2005 bracht de Nederlandse stichting Allerzielen de speelfilm "Allerzielen" uit. Deze film bestaat uit een verzameling korte films, waarin verschillende filmmakers hun visie of een reactie geven op de moord en de situatie in Nederland vlak erna.
Vlak voor de eenjarige herdenking kwam de cd Les Nuits van de Amsterdamse groep de Nits uit, met drie nummers over de moord die zich bijna pal voor de woning van de zanger van de Nits had voltrokken.
BNN zond de tv-documentaire Prettig weekend, ondanks alles uit, waarin de journalist Stan de Jong het moordonderzoek analyseerde en onder meer concludeerde dat Mohammed Bouyeri een goede bekende van de Nederlandse AIVD moet zijn geweest.
Op 18 maart 2007 onthulde burgemeester Cohen in het Amsterdamse Oosterpark het monument De Schreeuw als een blijvende herinnering aan Theo van Gogh. In de nacht van 8 op 9 december 2007 werd het monument beklad door een met zwarte stift geschreven tekst: Al-Qaeda, 27-11-2007.

## Canon van Amsterdam
De moord op Theo van Gogh is venster nummer 49 van de Canon van Amsterdam.

## Theaterstuk
Filmregisseur en scenarioschrijver Eddy Terstall maakte in 2011 een toneelstuk getiteld De dood van Theo van Gogh als aanklacht tegen de positie van de vrouw wereldwijd, met in de hoofdrol onder anderen Femke Lakerveld. Het stuk speelde in politiek-cultureel theater De Balie in Amsterdam.